# نمانیا میچویچ
نمانیا میچویچ (سیریلیک صربی: Немања Мићевић؛ زادهٔ ۲۸ ژانویهٔ ۱۹۹۹) بازیکن فوتبال اهل صربستان است.
وی همچنین در تیم‌های ملی فوتبال زیر ۲۱ سال صربستان و صربستان بازی کرده‌است.